# 老麵
老麵指任何以非麵包酵母菌在麵粉為成份的培養基中發酵而成的酵母，亦稱老麵種、酸麵糰（sourdough）、或坊間所稱「天然酵母」。中式老麵較乾，往往是將揉過未用完的舊麵糰留作下一次使用，留在麵糰中的菌種滋長成為老麵。西式老麵為麵糊，每天替換一部分新的麵糊以減少菌落過度滋生。
傳統的老麵為以麵糊為培養基繁殖原核菌（細菌，主要為乳酸菌）以及真核菌（酵母菌）而成的發酵母種。將老麵（培養基）中的菌落混合至新製的麵糰裡，可促進麵糰發酵（發麵），讓麵糰加熱（烤或蒸）後產生鬆軟的口感。
相對於近代麵包酵母菌為單一物種（Saccharomyces cerevisiae），老麵酵母通常包含不同菌種。人類在十九世紀分離出速發型麵包酵母菌之前的漫長歷史中，皆以此種混合不同菌種的麵糊作為酵母。不同人所培養的老麵可能會含有不同的菌種。一份河南工業大學的研究收集眾多老麵樣本，分析其中所含的乳酸菌，包括乳酸桿菌屬以及鏈球菌屬的細菌（如嗜熱鏈球菌）等共十六株，顯示老麵中的細菌種類具有多元性；而不同菌種所發酵的饅頭口感亦有所差異。加拿大研究所收集的老麵菌株的基因體被鑑定為與人體腸道正常菌株雷同，暗示兩者有關聯。
老麵中的菌種來自環境中既有的菌種。菌種培養需維持在安全的比例，一方面避免菌體過多（腐敗），或是菌體過少（發酵功能低），故自古以來許多文化都將酵母培養視為專業。在缺乏老麵技術的文化或不適合培養老麵的氣候環境中，麵食的發展往往缺乏發麵的步驟。

## 健康議題
小型試驗研究顯示，老麵麵包的升糖指數與全麥麵包類似，但是比一般白麵包低；可能是因為其中的酸性成分比一般白麵包多，以及抗性澱粉含量較高。
由於老麵為菌落培養基，會因外在環境（室溫、濕度）影響，需謹慎控制其中菌落族群的數量，以及避免致病菌滋生。所以使用老麵酵母會有安全衛生的考量。目前尚無法規規定老麵酵母的培養規則。